# Magnesi sulfat
Magnesi sulfat là một muối vô cơ (hợp chất hóa học) có chứa magnesi, lưu huỳnh và oxy, với công thức hóa học MgSO4. Người ta thường gặp phải như muối khoáng sulfat heptahydrat epsomite (MgSO4.7H2O), thường được gọi là muối Epsom, có tên gọi lấy từ tên một con suối nước muối đắng trong Epsom ở Surrey, Anh, nơi muối này được sản xuất từ các con suối chảy ra nơi đá phấn xốp Bắc Downs gặp đất sét không xốp London. Monohydrat, MgSO4·H2O được tìm thấy là khoáng chất kieserite. Hàng năm sản lượng muối monohydrat này sử dụng trên toàn cầu giữa thập niên năm 1970 là 2,3 triệu tấn, trong đó phần lớn được sử dụng trong nông nghiệp.
Magnesi sulfat khan được sử dụng làm chất làm khô. Muối này khan dễ hút ẩm (dễ dàng hấp thụ nước từ không khí) và do đó rất khó để cân chính xác; hydrate thường được ưa thích khi chuẩn bị các dung dịch (ví dụ, trong chế phẩm y tế). Muối Epsom truyền thống đã được sử dụng như một thành phần của muối tắm.
Muối Epsom cũng có thể được sử dụng như một sản phẩm làm đẹp. Các vận động viên sử dụng nó để làm dịu cơ bắp đau, trong khi làm người làm vườn sử dụng nó để cải thiện cây trồng. Nó có một loạt các ứng dụng khác. Muối Epsom cũng có hiệu quả trong việc loại bỏ các mảnh vụn.
Muối này có tên trong danh mục của các dược phẩm thiết yếu của Tổ chức Y tế Thế giới, một danh sách các loại thuốc quan trọng nhất cần thiết trong một hệ thống y tế cơ bản.